# Pi-hole
Pi-hole és una aplicació de bloqueig d'anuncis i rastrejadors d'Internet a escala de xarxa que actua com a inoculador de DNS i opcionalment com a servidor DHCP, pensat per a ser utilitzat en una xarxa privada. Està dissenyat per a dispositius incrustats de baixa potència amb capacitat de xarxa, com ara el Raspberry Pi, però admet qualsevol màquina Linux.
Pi-hole té l'habilitat de blocar anuncis de pàgina web tradicional així com anuncis en llocs no convencionals, com televisions intel·ligents i anuncis de sistemes operatius de telèfons mòbils.

## Història
El projecte Pi-hole va ser creat per Jacob Salmela com una alternativa de codi obert a AdTrap l'any 2014 i fou hostatjat a GitHub. Des de llavors, diversos col·laboradors s'han unit al projecte.

## Característiques
Pi-hole fa ús de dnsmasq modificat anomenat FTLDNS, cURL, lighttpd, PHP i l'AdminLTE Dashboard per bloquejar les sol·licituds de DNS per a dominis de seguiment i publicitat coneguts. L'aplicació actua com a servidor DNS per a una xarxa privada (substituint qualsevol servidor DNS preexistent proporcionat per un altre dispositiu o l'ISP), amb la possibilitat de bloquejar anuncis i fer el seguiment dels dominis dels dispositius dels usuaris. Obté llistes de dominis publicitaris i de seguiment d'una llista configurable de fonts predefinides i compara les consultes DNS amb elles. Si es troba una coincidència dins de qualsevol de les llistes o una llista negra configurada localment, Pi-hole es negarà a resoldre el domini sol·licitat i respondrà al dispositiu sol·licitant amb una adreça falsa.
Com que Pi-hole bloqueja els dominis a nivell de xarxa, pot bloquejar anuncis, com ara bàners publicitaris en una pàgina web, però també pot bloquejar anuncis en llocs no convencionals, com ara Android, iOS i televisors intel·ligents.
Utilitzant serveis VPN, Pi-Hole pot bloquejar dominis sense utilitzar una configuració de filtre DNS en un encaminador. Qualsevol dispositiu que admeti VPN pot utilitzar Pi-Hole en una xarxa mòbil o en una xarxa domèstica sense tenir un servidor DNS configurat.
La naturalesa de Pi-hole li permet també bloquejar els dominis del lloc web en general afegint manualment el nom del domini a una llista negra. De la mateixa manera, els dominis es poden afegir manualment a una llista blanca si la funció d'un lloc web es veu afectada pel bloqueig de dominis. Pi-hole també pot funcionar com a eina de monitorització de la xarxa, que pot ajudar a resoldre problemes de sol·licituds de DNS i errors de xarxa. Pi-hole també es pot utilitzar per fomentar l'ús de DNS sobre HTTPS per a dispositius que l'utilitzen com a servidor DNS amb el binari cloudflared proporcionat per Cloudflare.

## Diferència dels bloquejadors d'anuncis tradicionals
Pi-hole funciona de manera similar a un tallafoc de xarxa, és a dir, els anuncis i els dominis de seguiment estan bloquejats per a tots els dispositius que hi ha darrere, mentre que els bloquejadors d'anuncis tradicionals només s'executen al navegador d'un usuari i eliminen els anuncis només a la mateixa màquina.